# アルゴスの有毒世界
『アルゴスの有毒世界』（アルゴスのゆうどくせかい、The Venom Of Argus）は、イギリスの作家エドマンド・クーパーが、リチャード・エイヴァリー名義で書いたSF小説である。コンラッド消耗部隊、通称エクスペンダブル（The Expendables）シリーズの、全4作品の4番目の作品である。

## あらすじ
無人探査機が、人類の生存に適した環境の惑星を発見したと報告してきた。そこでエクスペンダブルは、ベガ第3惑星「アルゴス」に向かった。着陸した場所には、緑の植物があって花も咲き、動物の姿も確認された。環境も穏やかで、まさに楽園のようなところであった。しかし、その後の探査で動物を自ら捕獲する「食肉植物」や、空を飛んで動物に襲い掛かる「ピラニア虫」が発見された。隊員の中には、それらの犠牲になってしまう者もでた。動物には地球の類人猿に近い種類もいて、これらとコミュニケーションすることも可能であった。やがて季節が過ぎるうちに、類人猿たちのあいだに奇妙な病気が蔓延しはじめた。

## 登場人物
- ジェームズ・コンラッド - チームの司令官。4度目の調査派遣である。
- インディラ・スミス - チームの副司令官で軍医。4度目の調査派遣である。
- カート・クワンゴ - 生態学者。4度目の調査派遣である。
- ガンナー・ルステッド - 技師。もと犯罪人。
- マーブ・オブライエン - 化学者。もと犯罪人。
- ティボール・マレター - 兵器専門家。もと犯罪人。
- マーレーナ・ロビンスン - 生物学者。もと犯罪人。
- ロボット1号～6号 - 人間ではないが、隊員に協力して機材の準備、周辺の警備や探査を行う。

## 書誌情報
- 『アルゴスの有毒世界』（宮脇孝雄訳、創元推理文庫SF） 1981年3月6日初版